# Ichthyophis asplenius
Ichthyophis asplenius é um anfíbio gimnofiono da família Ichthyophiidae presente na Malásia e possivelmente na Tailândia.